# 我は一人の兵

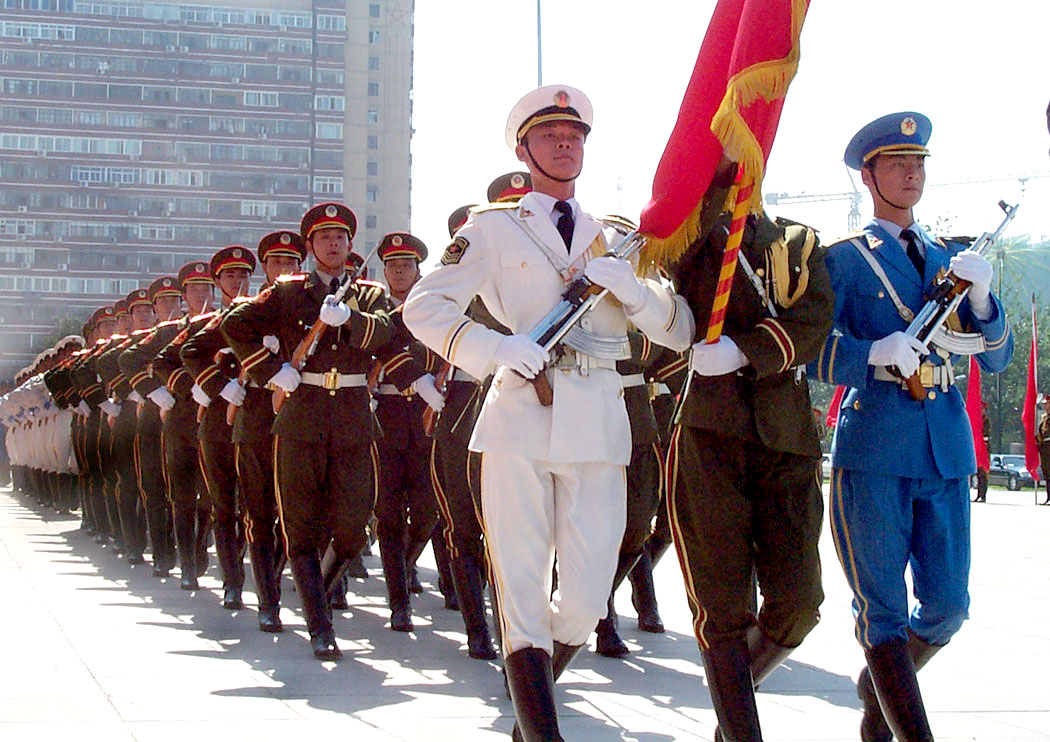
中国人民解放軍

我は一人の兵（中: 我是一个兵、がぜいっこへい）は、中華人民共和国の歌である。 
現在でも、公式の祝賀会でよく歌われる曲である。

## 解説
当時、第4野戦軍に所属していた呂遠が、1950年に作詞した。
この歌が「旧中国」（国民党政権以前の中国）における「善人は兵士にならない」という差別的な概念を変えたと考える。
この歌はその後、人民解放軍の全軍文芸公演で一等賞を受賞し、その後、中国の革命歌謡の出版物に広く掲載されるようになった。

## 歌詞
我是一个兵，（私は一人の兵です）
来自老百姓，（庶民出身です）
打败了日本侵略者，（日本の侵略者を打ち倒し）
消灭了蒋匪军。（蔣匪の軍も消滅させた）
我是一个兵，（私は一人の兵です）
爱国爱人民。（国を愛し人民を愛します）
革命战争考验了我，（革命戦争は私を試した）
立场更坚定。（立場は更に固くなった）
嘿！嘿！嘿！（おいおい）
枪杆握得紧，（俺は銃をしっかり持っています）
眼睛看得清。（目ははっきりと見えます）
谁敢发动战争（戦い勇気のある人は）
坚决打他不留情（容赦なく戦います）
我是一个兵（私は一人の兵です）